# 徐蒨寧
徐蒨寧（Marie Lime，1987年—），香港女藝人，本職為廣告化妝師，2021年因ViuTV之最後一屆口罩小姐選舉獲得亞軍而開始幕前演出。

## 簡歷
徐蒨寧24歲任空姐，曾經與劉佩玥為同事。她自2017年轉行做廣告化妝師。2021年參選ViuTV《最後一屆口罩小姐選舉》，代號「阿姨」，廿強中年紀最大（33歲）。

## 演出作品

### 電視節目（ViuTV）
- 2021年：《最後一屆口罩小姐選舉》參與者
- 2021-2022年：《囝囝女女730》主持（第103集開始）
- 2022年：《商睇》主持
- 2023年：《廚神奶奶是你媽》參與者

## 外部連結
- 徐蒨寧的Facebook專頁
- 徐蒨寧的Instagram帳戶